# Mileewa signoreti
Mileewa signoreti är en insektsart som beskrevs av Carl Stål 1855. Mileewa signoreti ingår i släktet Mileewa och familjen dvärgstritar. Inga underarter finns listade i Catalogue of Life.